# Saint-Pierre-Langers
Saint-Pierre-Langers est une commune française, située dans le département de la Manche en région Normandie, peuplée de 621 habitants.
Elle fait partie des villages labellisés Village patrimoine, qui œuvrent à mettre en avant leurs patrimoines matériels et/ou immatériels (historique, culturel, naturel, architectural, etc.).

## Géographie
À l'intérieur des terres, à la limite du Cotentin, la commune est limitrophe de Jullouville (qui elle a une façade maritime), Saint-Aubin-des-Préaux, Saint-Jean-des-Champs, La Lucerne-d'Outremer, La Rochelle-Normande, Sartilly et Angey. Elle se situe sur l'axe Granville-Avranches (D 973).

### Hydrographie
La commune est située dans le bassin Seine-Normandie. Elle est drainée par le Thar, l'Allemagne, le cours d'eau 01 de la commune de Saint-Aubin-des-Preaux, le fossé 01 de la Julienniere, le fossé 10 de la commune de Lucerne d'Outremer, le ruisseau de Vaumoisson et divers autres petits cours d'eau,.
Le Thar, d'une longueur de 25 km, prend sa source dans la commune de La Mouche et se jette  dans le golfe de Saint-Malo à Saint-Pair-sur-Mer, après avoir traversé onze communes. Les caractéristiques hydrologiques du Thar sont données par la station hydrologique située sur la commune de Jullouville. Le débit moyen mensuel est de 1,01 m3/s. Le débit moyen journalier maximum est de 13,2 m3/s, atteint lors de la crue du 12 février 1988. Le débit instantané maximal est quant à lui de 16,4 m3/s, atteint le même jour.

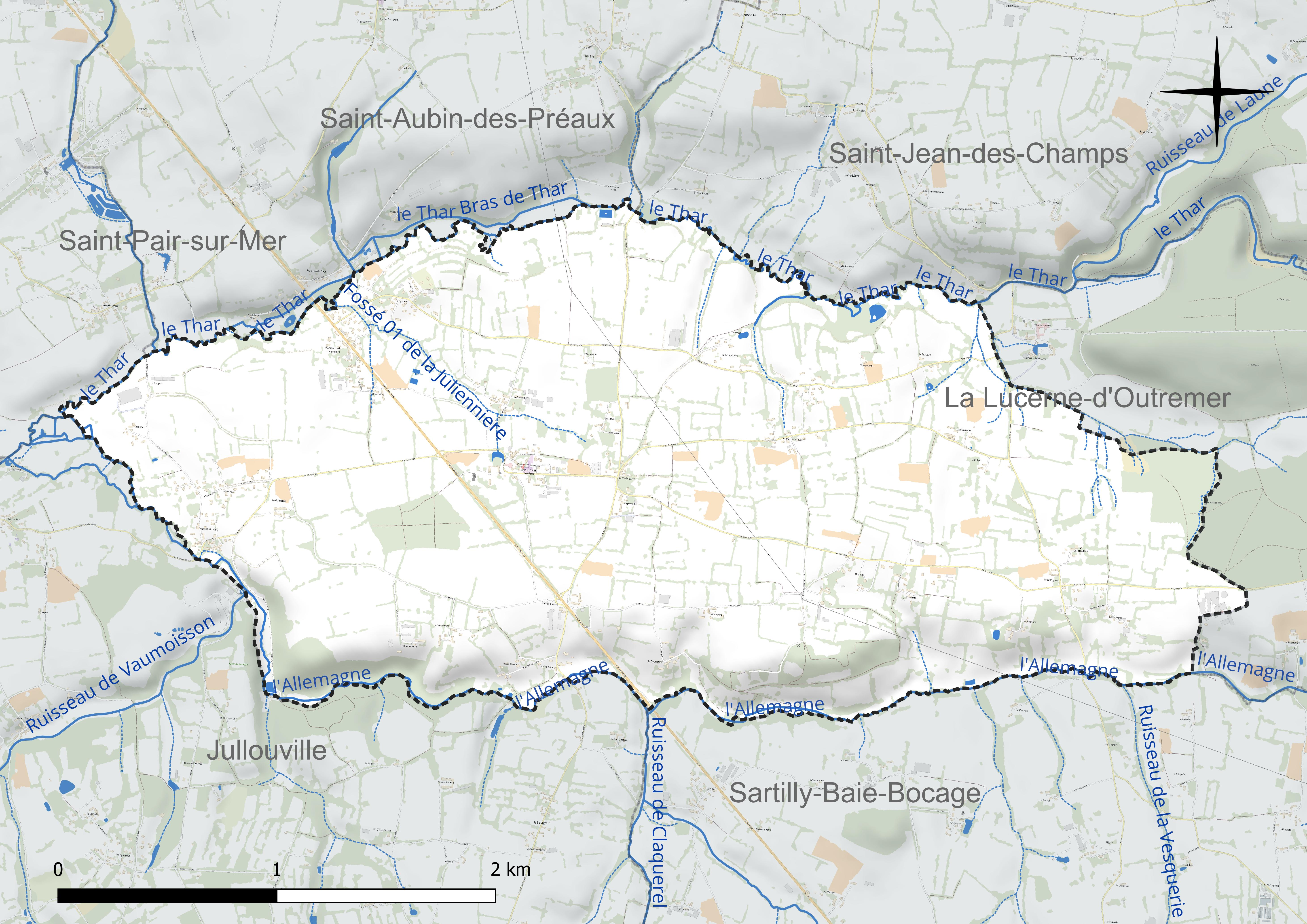
Réseau hydrographique de Saint-Pierre-Langers.

### Climat
Pour des articles plus généraux, voir Climat de la Normandie et Climat de la Manche.
En 2010, le climat de la commune est de type climat océanique franc, selon une étude du CNRS s'appuyant sur une série de données couvrant la période 1971-2000. En 2020, Météo-France publie une typologie des climats de la France métropolitaine dans laquelle la commune est exposée à un climat océanique et est dans la région climatique Bretagne orientale et méridionale, Pays nantais, Vendée, caractérisée par une faible pluviométrie en été et une bonne insolation. Parallèlement le GIEC normand, un groupe régional d’experts sur le climat, différencie quant à lui, dans une étude de 2020, trois grands types de climats pour la région Normandie, nuancés à une échelle plus fine par les facteurs géographiques locaux. La commune est, selon ce zonage, exposée à un « climat maritime », correspondant au Cotentin et à l'ouest du département de la Manche, frais, humide et pluvieux, où les contrastes pluviométrique et thermique sont parfois très prononcés en quelques kilomètres quand le relief est marqué.
Pour la période 1971-2000, la température annuelle moyenne est de 10,9 °C, avec une amplitude thermique annuelle de 11,8 °C. Le cumul annuel moyen de précipitations est de 886 mm, avec 13,6 jours de précipitations en janvier et 8,7 jours en juillet. Pour la période 1991-2020, la température moyenne annuelle observée sur la station météorologique la plus proche, située sur la commune de Longueville à 9 km à vol d'oiseau, est de 11,9 °C et le cumul annuel moyen de précipitations est de 802,4 mm,. Pour l'avenir, les paramètres climatiques de la commune estimés pour 2050 selon différents scénarios d’émission de gaz à effet de serre sont consultables sur un site dédié publié par Météo-France en novembre 2022.

## Urbanisme

### Typologie
Au 1er janvier 2024, Saint-Pierre-Langers est catégorisée commune rurale à habitat dispersé, selon la nouvelle grille communale de densité à sept niveaux définie par l'Insee en 2022.
Elle est située hors unité urbaine. Par ailleurs la commune fait partie de l'aire d'attraction de Granville, dont elle est une commune de la couronne,. Cette aire, qui regroupe 34 communes, est catégorisée dans les aires de moins de 50 000 habitants,.

### Occupation des sols
L'occupation des sols de la commune, telle qu'elle ressort de la base de données européenne d’occupation biophysique des sols Corine Land Cover (CLC), est marquée par l'importance des territoires agricoles (96,4 % en 2018), une proportion identique à celle de 1990 (96,4 %).
La répartition détaillée en 2018 est la suivante : zones agricoles hétérogènes (58 %), terres arables (24 %), prairies (14,3 %), forêts (3,5 %), mines, décharges et chantiers (0,1 %).
L'évolution de l’occupation des sols de la commune et de ses infrastructures peut être observée sur les différentes représentations cartographiques du territoire : la carte de Cassini (XVIIIe siècle), la carte d'état-major (1820-1866) et les cartes ou photos aériennes de l'IGN pour la période actuelle (1950 à aujourd'hui).

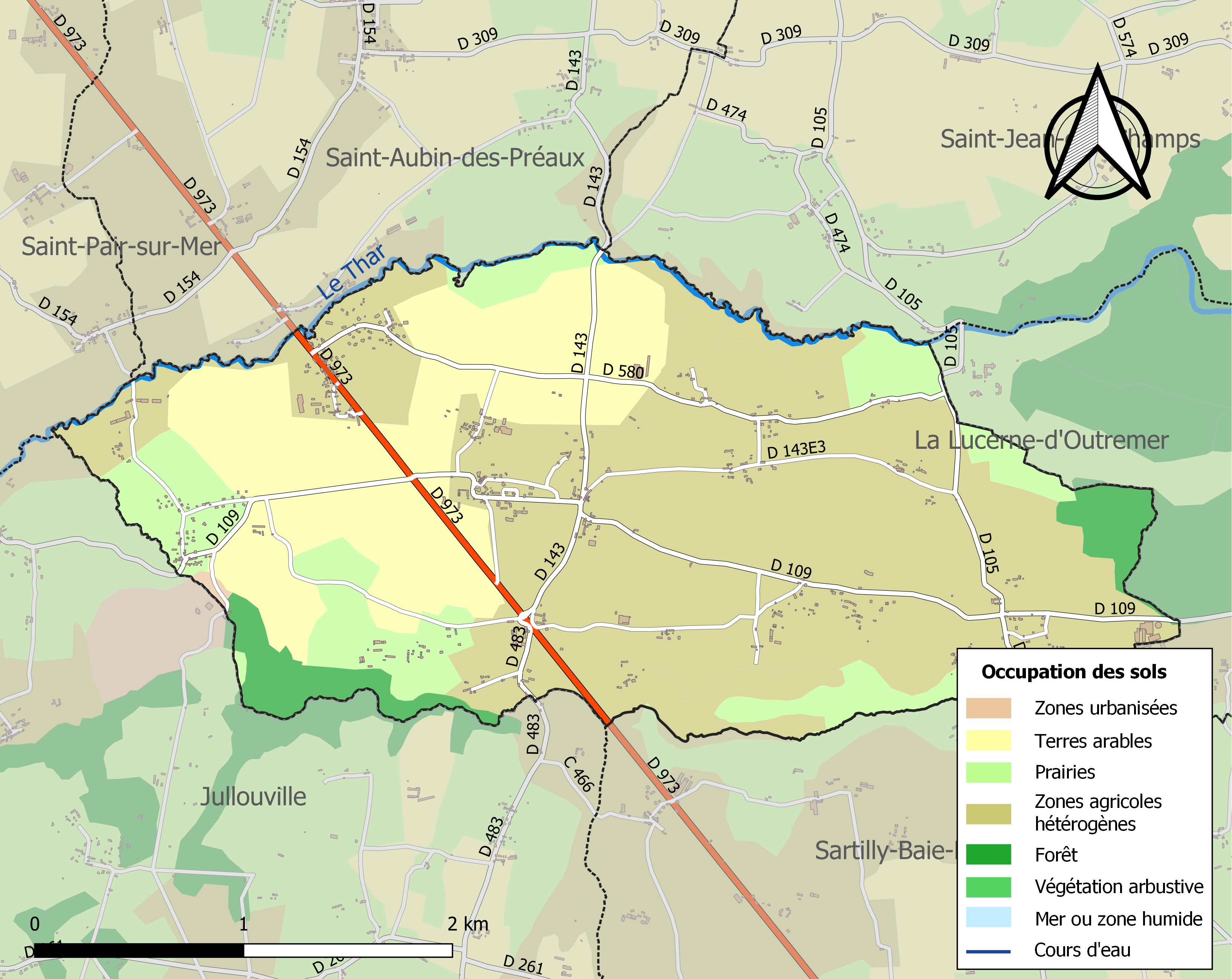
Carte des infrastructures et de l'occupation des sols de la commune en 2018 (CLC).

## Toponymie
Le nom de la localité est attesté sous la forme de Sancto Petro Langier en 1158.
Fausse graphie pour Saint-Pierre-l'Angers, c'est-à-dire « le Saint-Pierre d'Angers », ce dernier terme étant un nom de personne.

## Histoire
Selon les historiens Gerville et Le Héricher un Anger de Saint-Pierre était aux côtés de Guillaume le Conquérant à la conquête de l'Angleterre en 1066 (Domesday Book).
Il y a eu un château féodal détruit par les Anglais en 1440. Il n'en reste que les douves. Il se trouvait à l'emplacement du château du XVIIe siècle que l'on peut voir aujourd'hui.
Le village avait pour seigneurs la famille Lempereur de Saint-Pierre.

## Politique et administration

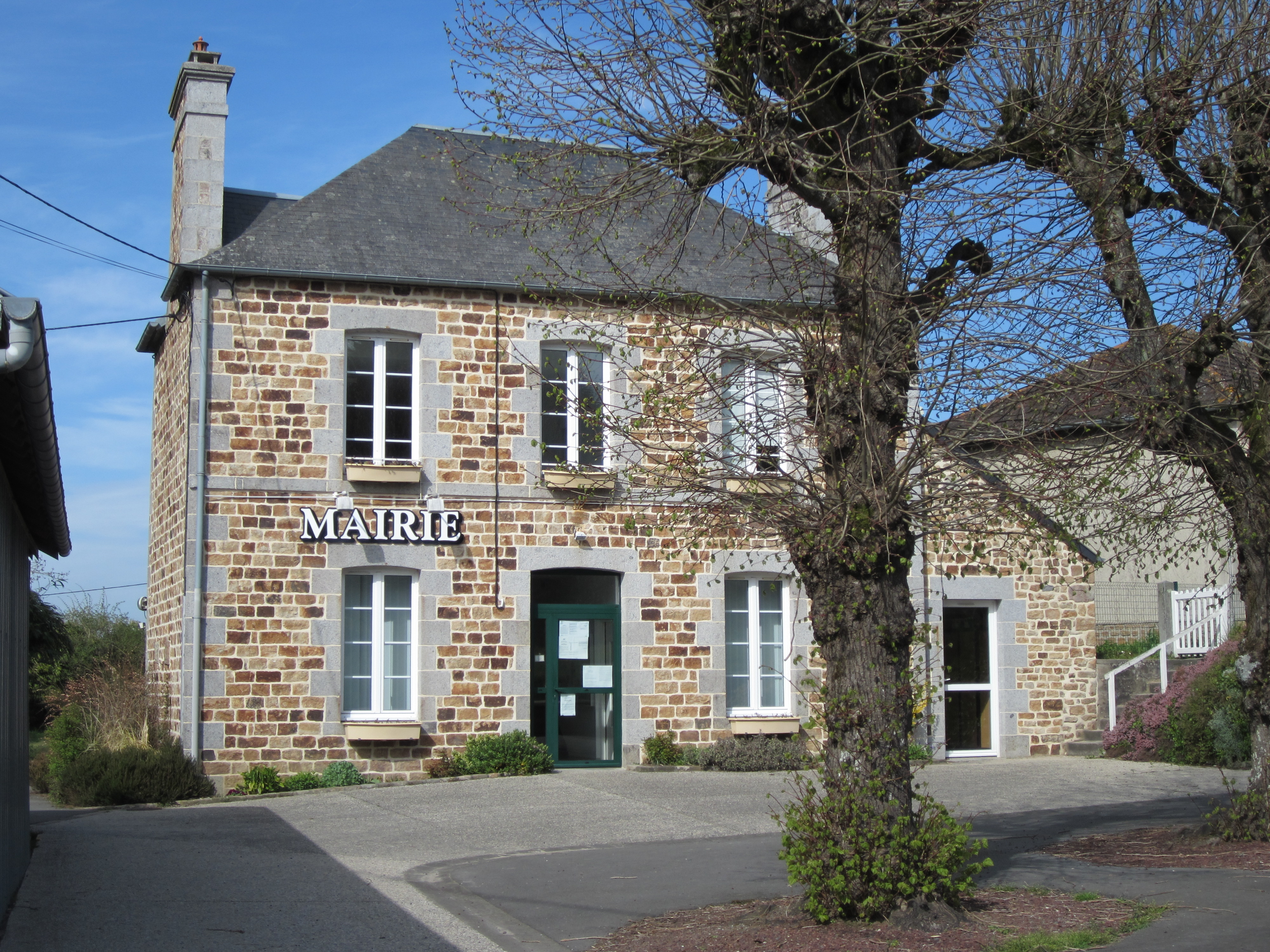
La mairie.

| Période                                                                               | Période   | Identité                         | Étiquette | Qualité            |
| ------------------------------------------------------------------------------------- | --------- | -------------------------------- | --------- | ------------------ |
| 1790                                                                                  | 1791      | Pierre Bédouin                   |           |                    |
| 1791                                                                                  | 1792      | François Leroy                   |           |                    |
| …1795                                                                                 | 1795…     | Jean Fontaine                    |           |                    |
| …1797                                                                                 | 1798      | Jean Guillonet                   |           |                    |
| 1798                                                                                  | 1798      | Louis Néel                       |           |                    |
| 1798                                                                                  | 1808      | Jean-Baptiste Décombes           |           | Régisseur          |
| 1808                                                                                  | 1817      | Jean-François Deschamps Dumanoir |           | Avocat             |
| 1817                                                                                  | 1818      | Arsène Vincent                   |           | Officier           |
| 1818                                                                                  | 1830      | Louis Fontaine                   |           |                    |
| 1830                                                                                  | 1832      | Jean-François Deschamps Dumanoir |           | Avocat             |
| 1832                                                                                  | 1848      | Pierre Esnault                   |           |                    |
| 1848                                                                                  | 1871      | Cyrille Gond                     |           | Cultivateur        |
| 1871                                                                                  | 1876      | Ferdinand Gond                   |           |                    |
| 1876                                                                                  | 1878      | Jean Baptiste Levallois          |           | Géomètre           |
| 1878                                                                                  | 1920      | Ferdinand Gond                   |           | Cultivateur        |
| 1920                                                                                  | 1925      | Charles Carouge                  |           | Instituteur        |
| 1925                                                                                  | 1953      | Edmond Fontaine                  |           | Meunier            |
| 1953                                                                                  | 1971      | Marcel Poulain                   |           | Cultivateur        |
| 1971                                                                                  | 1989      | Marcel Leroy                     |           | Commerçant         |
| 1989                                                                                  | mars 2001 | Daniel Norie                     |           |                    |
| mars 2001                                                                             | 2006      | Robert Botella                   |           | Directeur d'école  |
| 2006                                                                                  | mars 2008 | Mireille Virolle                 | SE        |                    |
| mars 2008                                                                             | juin 2023 | Georges Herbert                  | SE        | Chauffeur retraité |
| juin 2023                                                                             | En cours  | Pascal Lemaître                  | SE        | Cadre bancaire     |
| Une partie des données est issue d'une liste établie Jean Pouëssel et Robert Botella. |           |                                  |           |                    |

## Démographie
L'évolution du nombre d'habitants est connue à travers les recensements de la population effectués dans la commune depuis 1793. Pour les communes de moins de 10 000 habitants, une enquête de recensement portant sur toute la population est réalisée tous les cinq ans, les populations de référence des années intermédiaires étant quant à elles estimées par interpolation ou extrapolation. Pour la commune, le premier recensement exhaustif entrant dans le cadre du nouveau dispositif a été réalisé en 2007.
En 2022, la commune comptait 621 habitants, en évolution de +6,52 % par rapport à 2016 (Manche : −0,31 %, France hors Mayotte : +2,11 %).
| 1793 | 1800 | 1806 | 1821  | 1831 | 1836 | 1841 | 1846 | 1851 |
| ---- | ---- | ---- | ----- | ---- | ---- | ---- | ---- | ---- |
| 998  | 947  | 960  | 1 043 | 964  | 968  | 920  | 907  | 935  |

| 1856 | 1861 | 1866 | 1872 | 1876 | 1881 | 1886 | 1891 | 1896 |
| ---- | ---- | ---- | ---- | ---- | ---- | ---- | ---- | ---- |
| 909  | 864  | 810  | 784  | 775  | 712  | 682  | 632  | 665  |

| 1901 | 1906 | 1911 | 1921 | 1926 | 1931 | 1936 | 1946 | 1954 |
| ---- | ---- | ---- | ---- | ---- | ---- | ---- | ---- | ---- |
| 546  | 544  | 505  | 445  | 491  | 500  | 460  | 470  | 476  |

| 1962 | 1968 | 1975 | 1982 | 1990 | 1999 | 2006 | 2007 | 2012 |
| ---- | ---- | ---- | ---- | ---- | ---- | ---- | ---- | ---- |
| 438  | 376  | 343  | 378  | 357  | 386  | 482  | 496  | 543  |

| 2017 | 2022 | - | - | - | - | - | - | - |
| ---- | ---- | - | - | - | - | - | - | - |
| 601  | 621  | - | - | - | - | - | - | - |

## Culture locale et patrimoine

### Lieux et monuments

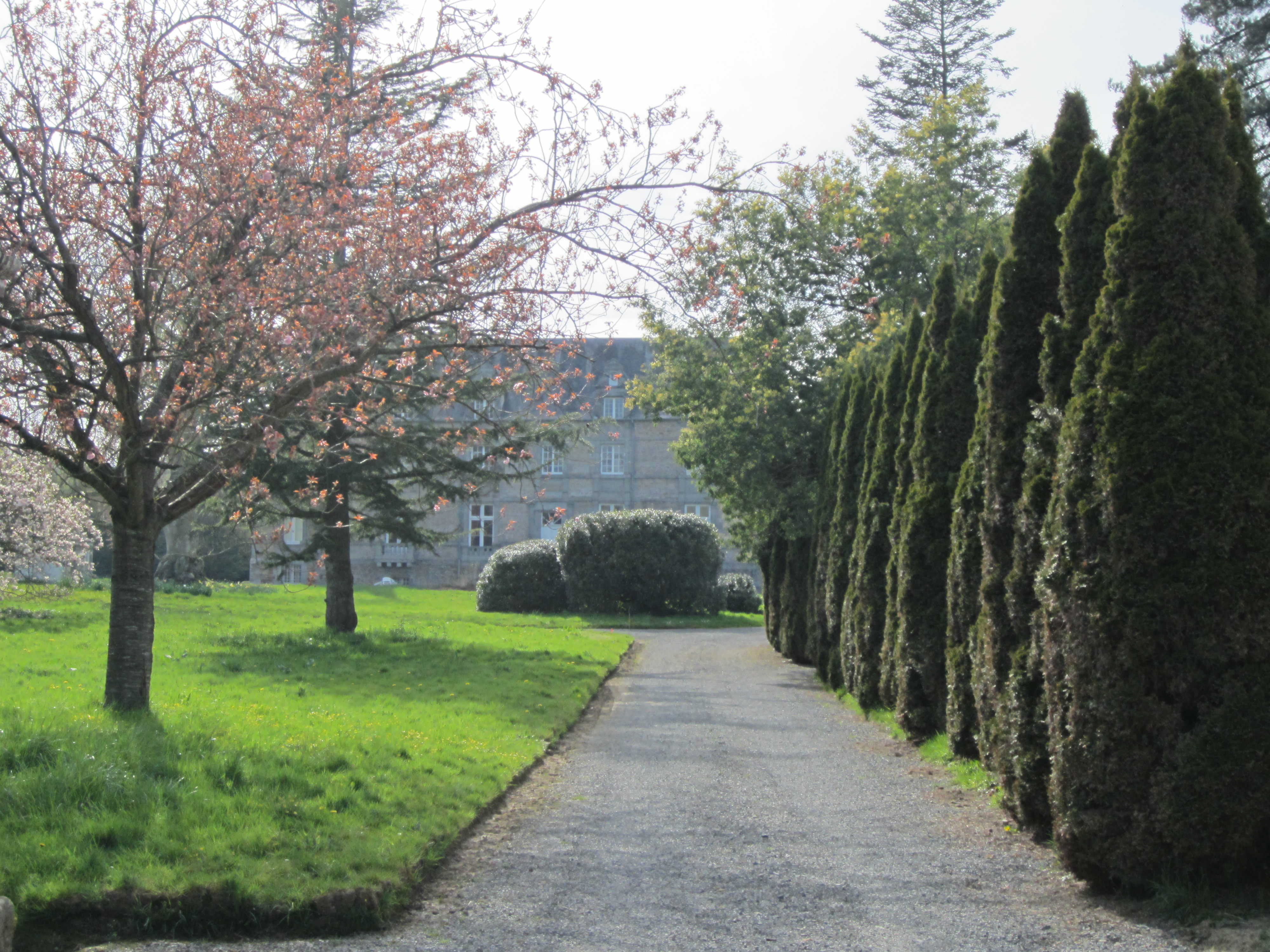
Le château.

- Église Saint-Pierre des XIIe, XVIIe – XVIIIe siècles en forme de croix, et tour avec le clocher couvert d'un toit en bâtière à la place d'un transept. Reconstruite en 1741, l'édifice conserve des traces du XIIe dans la corniche nord. Elle abrite un maître-autel et retable du XVIIIe, une chaire à prêcher du XVIIIe, un confessionnal du XVIIe, les tableaux christ en croix (copie de Vélasquez) et donation des clefs à saint Pierre du XIXe, une verrière du XXe de Lorin et Rault[24], et une poutre de gloire en bois.

L'église dépend de la paroisse Saint-Auguste-Chapdeleine du doyenné du Pays de Granville-Villedieu.
- Château de Saint-Pierre du XVIIe siècle, érigé à l'emplacement d'un ancien château féodal détruit par les Anglais en 1441 qui ne pouvaient s'y maintenir, tout comme celui de Saint-Denis-le-Gast démoli en 1440[35]. Au XIXe siècle, il fut restauré par la famille Lampereur de Saint-Pierre[36]. Le parc conserve le chêne des plaids, arbre plusieurs fois centenaire.
- Jardins du Clos Millet et du Mesnil Grimeult.
- Anciens moulins du Noir-Vivier, de Conicât et du Mesnil-Grimeult, sur les cinq ayant existé.
- Anciens lavoirs.

### Personnalités liées à la commune
- Henri-Pierre Rauline (Saint-Pierre-Langers, 1846 - Paris, 1915), architecte et bâtisseur entre 1876 et 1904 de la basilique du Sacré-Cœur de Montmartre.
- Anatole France, y séjourna deux fois dans sa jeunesse et décrit la commune dans un chapitre de La Vie en fleur.

### Héraldique
| Armes de Saint-Pierre-Langers | Les armes de la commune de Saint-Pierre-Langers se blasonnent ainsi : D'or à la croix de gueules, au chef d'azur chargé de deux étoiles d'argent. Ce blason est emprunté à la famille L'Empereur, seigneurs de Saint-Pierre-Langers. |